# Башировська сільська рада
Баши́ровська сільська рада (рос. Башировский сельский совет) — муніципальне утворення у складі Чекмагушівського району Башкортостану, Росія. Адміністративний центр — село Старобаширово.

## Населення
Населення — 1023 особи (2019, 1228 у 2010, 1471 у 2002).

## Склад
До складу поселення входять такі населені пункти:
| Населений пункт        | Населення, осіб (2002) | Населення, осіб (2010) |
| ---------------------- | ---------------------- | ---------------------- |
| Новобаширово, присілок | 33                     | 26                     |
| Новоіхсаново, село     | 199                    | 138                    |
| Новокалмашево, село    | 168                    | 143                    |
| Новоюмраново, присілок | 79                     | 55                     |
| Старобаширово, село    | 475                    | 410                    |
| Староіхсаново, село    | 226                    | 216                    |
| Ташкалмашево, село     | 291                    | 240                    |